# Gao Giong
 (février 2021).
Si vous disposez d'ouvrages ou d'articles de référence ou si vous connaissez des sites web de qualité traitant du thème abordé ici, merci de compléter l'article en donnant les références utiles à sa vérifiabilité et en les liant à la section « Notes et références ».

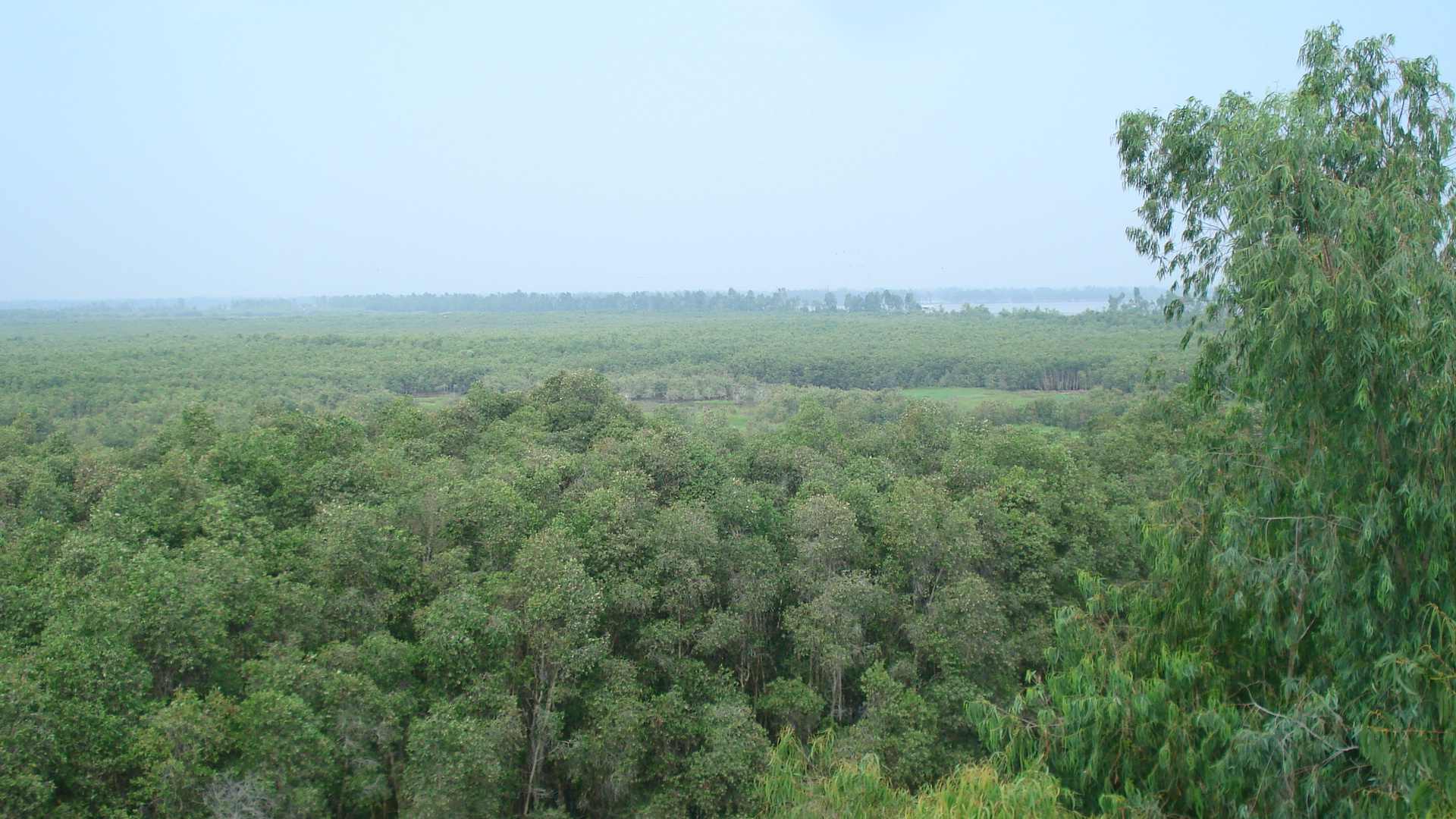
La forêt de cajeputs de Gao Giong

Gáo Giồng est un site touristique écologique situé au Vietnam, dans la province de Dong Thap, district de Cao Lãnh, sur la commune de Gáo Giồng. Il se situe à environ 15 km de la capitale de la province, Cao Lãnh. Il a été créé au cœur d'une forêt de cajeputs qui existe depuis 1985, et dont la superficie est de 1657 hectares.

## Historique

### Une région en friche
Aux alentours de 1975, ce qui est actuellement la forêt de cajeputs de Gáo Giồng n’était qu’une région en friche au sol acide, où poussaient seulement les joncs et quelques bosquets de cajeputs. « Les moustiques sifflant comme des flûtes et les sangsues telles des vermicelles dans la soupe » se reproduisaient à merveille dans les nombreux étangs, canaux et arroyos naturels. Quelques essais de culture du riz dans cette région, de part et d’autre des canaux, durent être abandonnés, tant les rendements étaient faibles. Les habitants se rabattirent sur la pêche et la chasse aux rats, aux serpents et aux tortues. On ne pouvait se déplacer qu’en barque à la saison des pluies, et à pied à la saison sèche.

### Mise en place du défrichage
Le gouvernement vietnamien et le district de Cao Lãnh organisèrent le défrichage de la Plaine des joncs. Sceptiques quant au bénéfice d’une telle entreprise, nombreux furent ceux qui optèrent pour un projet alternatif : creuser des canaux, débarrasser la terre de son acidité, planter du riz dans l’espoir d’en récolter quelques tonnes chaque année et ainsi répondre au besoin urgent de nourriture de cette époque. Mais le riz poussait toujours aussi mal sur ces terres.
Le district de Cao Lãnh envoya de nombreux jeunes défricher la région. Ils étaient alors appelés la « force 705 ».

### Un défrichage difficile mais fructueux
Dès les premiers temps, la force 705 rencontra de nombreuses difficultés. À la saison sèche, il fallait parcourir plus de 8 km avec les buffles pour trouver de l’eau potable. Sinon, l’eau était presque noire à cause de la décomposition des végétaux : il fallait l’éclaircir a l’aide de pierre d’alun pour la rendre utilisable pour laver quoi que ce soit. Le soir venu, il fallait vivre sous la moustiquaire. À la saison des pluies, on joignait plusieurs barques côte à côte pour vivre dessus. On chassait, on pêchait, la nourriture globalement ne manquait pas, hormis peut-être à la saison sèche, mais les légumes étaient rares. 
L’objectif premier était de creuser un réseau d’irrigation d’eau douce. La force 705 est peu à peu parvenue à diminuer considérablement la surface de terres en friche et l’acidité de l’eau, à creuser des canaux et à planter des cajeputs jusqu’à former une forêt, tout cela à la seule force de ses bras. Ce sont des cajeputs qui furent plantés, car c'est la seule espèce qui pousse bien sur ces terres : Elle supporte d'avoir les pieds dans l'eau durant la période d'inondation (de septembre à novembre), grandit vite et fournit  à la fois un excellent combustible et un matériau de construction très solide. Dans un premier temps, ils furent plantés pour l’exploitation. Ce n'est que dans un second temps que leur présence trouva un but écologique : protéger l'écosystème. Le cajeput est donc une espèce d’arbre caractéristique de la Plaine des Joncs.

## Tourisme écologique

### Création d'un site touristique
Dans le but d’exploiter au maximum le potentiel de la forêt, le district de Cao Lãnh a cherché à partir de 2003 à développer le tourisme écologique sur le site. Avec un capital de départ de 700 millions de Dong (soit environ 30 000 €) et un projet de préservation de 300 hectares de cette forêt âgée de près de 10 ans, le site écologique de Gáo Giồng est entré en activité.

### Un site écologique

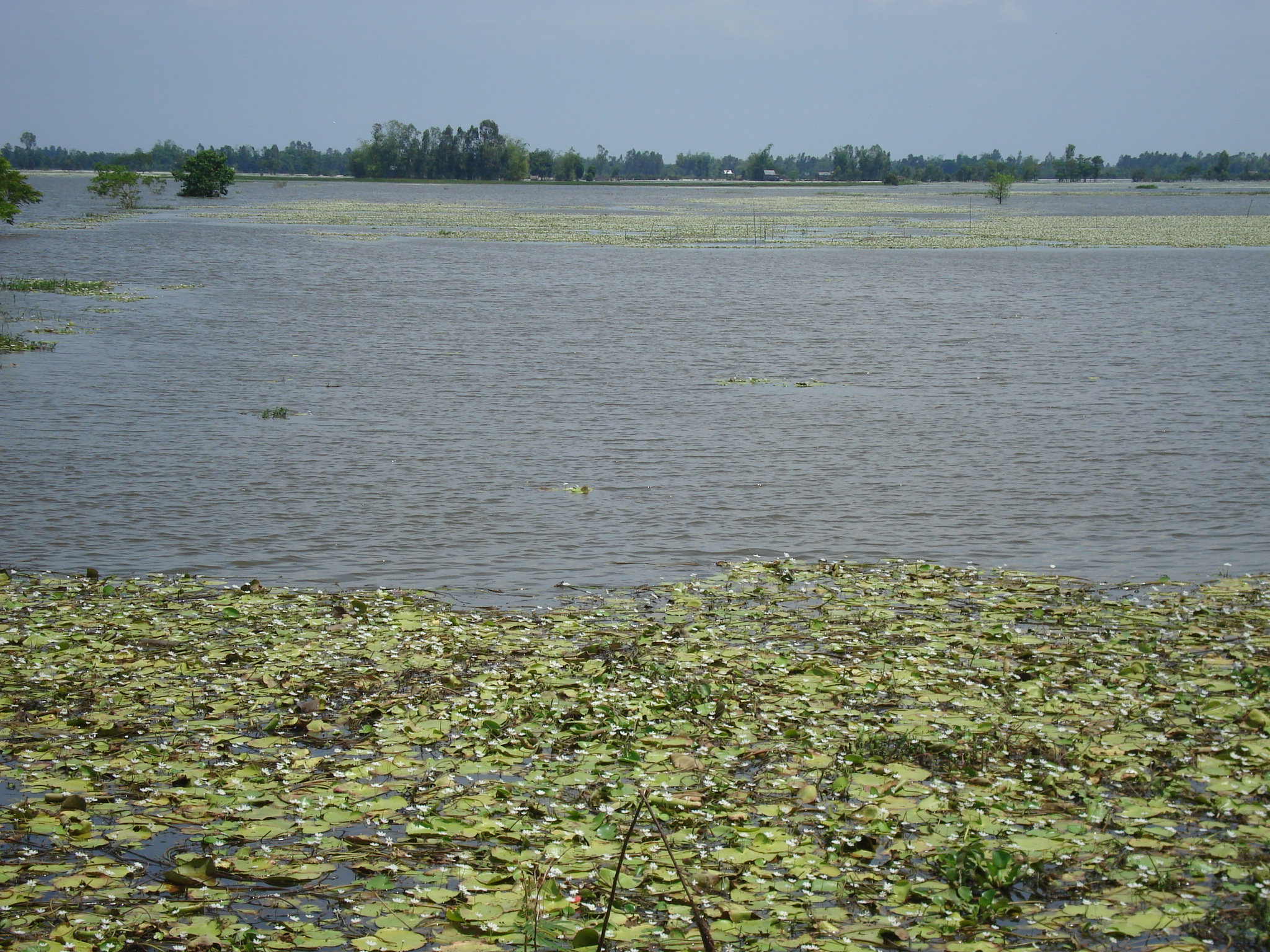
Lors de la crue de septembre les rizières de Gao Giong sont entièrement recouvertes d'eau.

Les visiteurs ne viennent pas à Gáo Giồng seulement pour profiter de la nature, mais aussi par curiosité : comment des hommes sont-ils parvenus à faire de cette région en friche une « Plaine des Joncs miniature » ?
Gáo Giồng rassemble en effet de nombreuses particularités de cette région. Le site régule la crue. Il crée un environnement sain pour toute la région. De nombreux habitants se sont d'ailleurs installés en bordure de la forêt. Mais c'est aussi un lieu d’accueil pour de nombreuses espèces animales spécifiques de la Plaine des Joncs. De nombreuses espèces rares inscrites dans le Répertoire des oiseaux du monde, tel le héron cendré, se sont installées dans la forêt.

### L'organisation de la visite

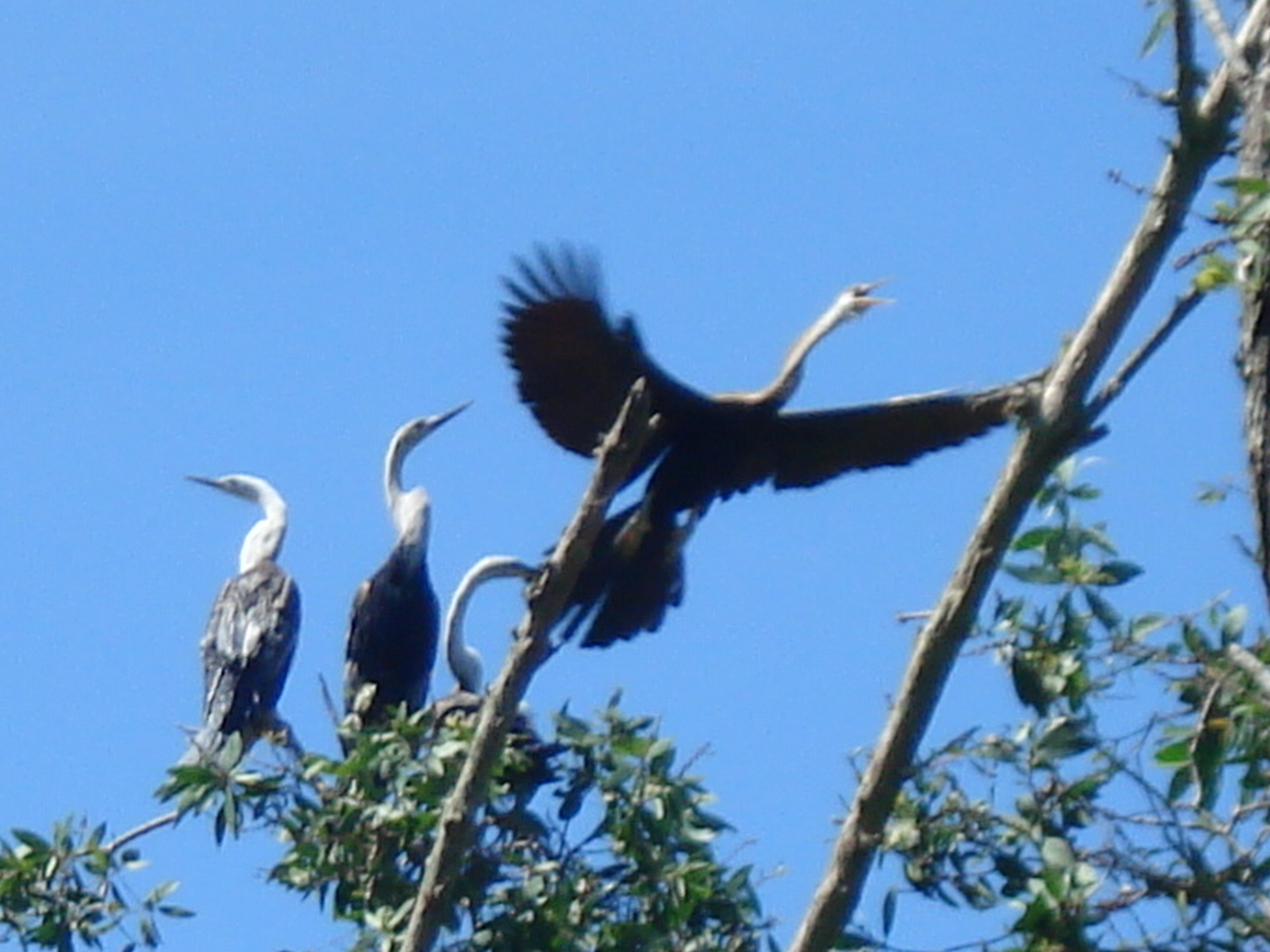
De nombreuses espèces d'oiseaux se sont installées dans la forêt de cajeputs.

On peut se rendre à Gáo Giồng soit par la route, soit en bateau. Sur place, les visiteurs peuvent monter une tour de 18 mètres pour contempler la mer de verdure qui s’offre à eux : la forêt de cajeputs, les rizières, les joncs... Ils verront passer quelques vols de hérons cendrés, de grues et autres oiseaux à la recherche de nourriture, ou de retour vers leur nid. Ensuite les visiteurs sont invités à prendre place sur une barque, où une jeune fille en tunique traditionnelle les guide à travers la forêt de cajeputs, jusqu’à une réserve naturelle d’oiseaux. Là, ils ne pourront qu’entendre leurs piaillements venus de toutes parts, et s’émerveiller devant cette multitude.
Les touristes peuvent aussi déguster sur place un repas typique de la Plaine des Joncs : poisson grillé accompagné de feuilles de lotus, le tout trempé dans la sauce nuoc mam (l’incontournable sauce de poisson en saumure), poisson au caramel, etc. Le repas est encore plus chaleureux s’il est accompagné d’alcool de riz au miel de cajeput. Tout cela en pleine nature, dans un environnement on ne peut plus pur.

## Bilan d'activité
Depuis sa création, le site écologique de Gáo Giồng a accueilli plus de 300 000 visiteurs. Son activité croît, les services proposés se diversifient. Dans le futur, Gáo Giồng devrait devenir un site incontournable pour les touristes venus visiter la région de Đồng Tháp, ou même, plus généralement, le delta du Mékong.